# Pemmy Majodina
Pemmy Castelina Pamela Majodina plus connue sous le nom de Pemmy Majodina née le 24 décembre 1968 est une politicienne sud-africaine originaire du Cap-Oriental. Membre du Congrès national africain (ANC), elle est Ministre de l'Eau et de l'Assainissement depuis juillet 2024. Entre mai 2019 et juin 2024, elle est la Chef de la Majorité parlementaire à l'Assemblée nationale d'Afrique du Sud.
Enseignante de profession, Majodina est entrée au gouvernement en tant que membre du Conseil national des provinces entre 1999 et 2004. Par la suite, de 2004 à 2019, elle a représenté l'ANC à l'Assemblée provinciale du Cap-Oriental. Entre 2008 et 2019, elle a occupé une série de cinq portefeuilles au sein du Conseil exécutif du Cap-Oriental : elle a été Membre du Conseil exécutif (MCE) pour la Santé de 2008 à 2009, MCE pour les Routes et les Travaux publics de 2009 à 2010, MCE pour le Développement social de 2010 à 2014, MCE pour le Sport, les Loisirs, les Arts et la Culture de 2014 à 2018, et enfin MCE pour les Travaux publics à nouveau de 2018 à 2019.
Elle a rejoint l'Assemblée nationale lors des élections générales de mai 2019 et a servi en tant que Chef de la Majorité tout au long du Sixième Parlement. Après les élections générales de mai 2024, le président Cyril Ramaphosa l'a nommée à son cabinet multipartite en tant que Ministre de l'Eau et de l'Assainissement. Elle est membre du Comité exécutif national de l'ANC depuis décembre 2017 et membre de son Comité de travail national depuis janvier 2023.

## Biographie

### Jeunesse et militantisme
Majodina est née le 24 décembre 1968 à Sterkspruit, dans l'ancienne province du Cap. Elle a grandi orpheline. Elle a étudié à l'Université nationale du Lesotho, obtenant une Licence en Éducation en 1996 et un diplôme d'Honneurs en 1998.
Enseignante de profession, Majodina est devenue politiquement active dans le mouvement anti-apartheid. Elle a servi dans des structures clandestines de l'Umkhonto we Sizwe, la branche armée du Congrès national africain (ANC), et a ensuite occupé des postes de direction au Congrès des étudiants sud-africains, à la Ligue de la jeunesse de l'ANC et à la Ligue des femmes de l'ANC. Elle a également été membre du Parti communiste sud-africain,.

## Carrière en politique provinciale

### Conseil national des provinces: 1999–2004
Après les élections de juin 1999, Majodina a prêté serment en tant que déléguée au Conseil national des provinces (CNP). Elle représentait l'ANC en tant que membre du caucus du Cap-Oriental du CNP. En 2001, elle a été nommée au comité politique nouvellement créé du caucus de l'ANC.
Pendant le scandale Travelgate, Majodina a été assignée dans un procès pour récupérer des frais de voyage indûment réclamés par les membres du Parlement, bien qu'elle n'ait pas été parmi ceux qui ont fait face à des accusations criminelles,.

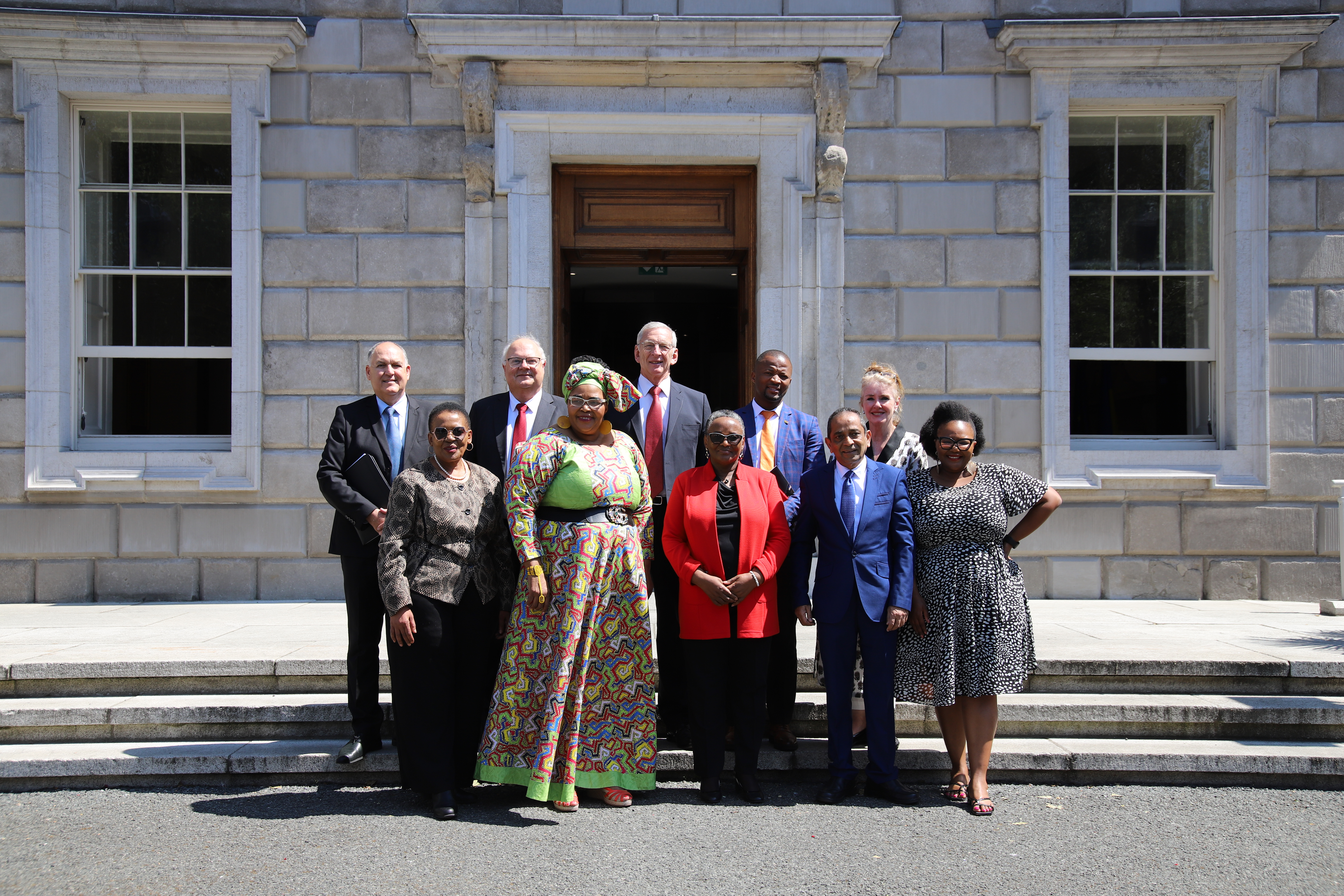
Pemmy Majodina en visite en Irelande

### Assemblée provinciale du Cap-Oriental: 2004–2019
Lors des élections provinciales d'avril 2004, Majodina a été élue sur un siège de l'ANC à l'Assemblée provinciale du Cap-Oriental. Après avoir prêté serment, elle a été élue présidente du comité des portefeuilles de l'Assemblée sur les routes et les travaux publics, poste qu'elle a occupé pendant les quatre années suivantes. Elle a poursuivi son travail extra-parlementaire avec l'ANC, et en décembre 2006, elle a été élue secrétaire provinciale adjointe de l'ANC du Cap-Oriental pour un mandat de trois ans,.
Elle a été promue au Conseil exécutif du Cap-Oriental en août 2008, lorsque Mbulelo Sogoni a pris ses fonctions de Premier ministre du Cap-Oriental; il a nommé Majodina en tant que Membre du Conseil exécutif (MCE) pour la Santé. Après les élections provinciales d'avril 2009, Noxolo Kiviet est devenue Premier ministre et a nommé Majodina MCE pour les Routes et les Travaux publics. En novembre 2010, Kiviet a déplacé Majodina à un nouveau portefeuille en tant que MCE pour le Développement social, les Femmes, les Jeunes et les Personnes handicapées,.
Phumulo Masualle a été élu Premier ministre après les élections de mai 2014 et il a nommé Majodina MCE pour le Sport, les Loisirs, les Arts et la Culture. Pendant qu'elle était en poste, elle a été enquêtée par la Médiatrice de la République, Thuli Madonsela, pour des accusations de détournement de fonds publics lors d'une visite officielle à New York en septembre 2012. Le rapport de Madonsela, achevé en avril 2015, a révélé que Majodina avait accepté une indemnité de dépenses inappropriée lors de la visite et a recommandé que Masualle prenne des mesures disciplinaires à son encontre. Elle a ensuite remboursé 15,000 Rands,,,.
En décembre 2017, Majodina a assisté à la 54e Conférence nationale de l'ANC, où elle a été élue au Comité exécutif national du parti. Par le nombre de voix reçues, elle a été classée 74e parmi les 80 membres ordinaires du comité.
En mai 2018, Masualle l'a nommée MCE pour les Travaux publics. Elle a occupé ce poste, son cinquième et dernier au sein du Conseil exécutif, jusqu'aux élections générales de mai 2019.

## Carrière en politique nationale

### Chef de la Majorité à l'Assemblée nationale: 2019–2024
Lors des élections générales de 2019, Majodina a été élue pour retourner au Parlement, cette fois en tant que membre de l'Assemblée nationale. Le Comité exécutif national du Congrès national africain l'a nommée Chef de la Majorité parlementaire à l'Assemblée nationale. Elle a été la deuxième femme à occuper ce poste, après Nosiviwe Mapisa-Nqakula, et Doris Dlakude a été nommée comme sa députée. Le secrétaire général de l'ANC, Ace Magashule, a déclaré qu'elle avait été sélectionnée en partie pour promouvoir la représentation des jeunes au Parlement en raison de sa participation antérieure au mouvement de la jeunesse; il a dit, "Vous allez argumenter qu'elle n'est plus si jeune, mais elle vient de cette génération". Elle a averti le caucus de l'ANC de "bouger plus vite et mieux car nous n'avons pas le temps de jouer",,,.
La 55e Conférence nationale de l'ANC a eu lieu en décembre 2022, et Majodina a été réélue pour un second mandat de cinq ans au Comité exécutif national du parti; elle a reçu 1 470 voix sur environ 4 000 bulletins, ce qui fait d'elle la 25e membre la plus populaire du comité. Lors de la première réunion du nouveau comité en février 2023, elle a été nommée représentante principale du comité à Gauteng et membre de la sous-commission sur le déploiement. Elle a également été élue au Comité national de travail influent de 20 membres du parti,,.
Pendant son mandat en tant que Chef de la Majorité, Majodina a été deux fois impliquée dans des scandales de corruption mineurs, mais elle a été blanchie de tout acte répréhensible dans les deux cas. Tout d'abord, en avril 2021, elle a été accusée d'avoir un conflit d'intérêts inapproprié après que la presse a rapporté que son fils, Mkhonto weSizwe Majodina, était le seul directeur d'une entreprise qui avait obtenu un contrat de 52 500 Rands pour fournir des thermomètres aux bureaux de circonscription de l'ANC. Deux des critiques de Majodina au sein du caucus de l'ANC, Mervyn Dirks et Lawrence McDonald, ont déposé des plaintes contre elle auprès du Protecteur public et de la police sud-africaine. Cependant, le Protecteur public a refusé d'enquêter, soulignant que le contrat, bien que financé par une allocation politique publique, n'était pas un contrat public mais un contrat privé de l'ANC; après sa propre enquête, la Commission d'intégrité interne de l'ANC a blanchi Majodina de tout acte répréhensible,,,.
Deux ans plus tard, en juin 2023, la Protectrice publique Busisiwe Mkhwebane a déposé une plainte contre Majodina et deux autres représentants de l'ANC, Richard Dyantyi et Tina Joemat-Pettersson, auprès du Comité conjoint de l'éthique et des intérêts des membres du Parlement. Mkhwebane a allégué que le trio avait offert à son mari un pot-de-vin de 600 000 Rands pour influencer une enquête parlementaire en cours sur l'aptitude de Mkhwebane à occuper ses fonctions. Le comité a blanchi Majodina, affirmant que l'allégation était infondée,.
Majodina est restée en fonction en tant que Chef de la Majorité tout au long du Sixième Parlement, devenant la première personne à accomplir un mandat complet de cinq ans à ce poste. Cependant, certains commentateurs ont soutenu qu'elle manquait de gravitas dans ce rôle et ont critiqué sa défense publique "creuse" du président Cyril Ramaphosa,,.

### Ministre de l'Eau et de l'Assainissement (depuis 2024)
Majodina a été réélue à l'Assemblée nationale lors des élections générales de mai 2024, et le président Ramaphosa l'a nommée pour succéder à Senzo Mchunu en tant que Ministre de l'Eau et de l'Assainissement dans son nouveau cabinet multipartite. Elle a été investie en tant que ministre le 3 juillet. Au cours de sa première année en fonction, Majodina a supervisé la création de la nouvelle Agence nationale sud-africaine des infrastructures en ressources en eau,,.

### Honneurs
En 2015, Jesse Jackson lui a décerné un prix humanitaire mondial.

### Vie personnelle
Majodina est membre de l'Église méthodiste d'Afrique australe et est prédicatrice laïque dans son église locale à Bensonvale, Sterkspruit, qui lui a décerné un prix de service communautaire en 2011. Elle est séparée de son mari et a neuf enfants, dont sept qu'elle a adoptés. Elle est connue pour son sens de la mode flamboyant,.